# Società Sportiva Jesi 1985-1986
Questa pagina raccoglie le informazioni riguardanti la Società Sportiva Jesi nelle competizioni ufficiali della stagione 1985-1986.

## Rosa
| N. |                   | Ruolo | Calciatore              |
| -- | ----------------- | ----- | ----------------------- |
|    | Italia (bandiera) | D     | Guido Angelozzi         |
|    | Italia (bandiera) | C     | Matteo Bellagamba       |
|    | Italia (bandiera) |       | A. Bellagamba           |
|    | Italia (bandiera) | D     | Adamo Bruni             |
|    | Italia (bandiera) | C     | Ugo Coltorti            |
|    | Italia (bandiera) | C     | Massimo Falconi         |
|    | Italia (bandiera) | C     | Carmelo Genovasi        |
|    | Italia (bandiera) | A     | Massimo Gori            |
|    | Italia (bandiera) | D     | Paolo List              |
|    | Italia (bandiera) | A     | Andrea Maggiori         |
|    | Italia (bandiera) | A     | Yuri Mancini            |
|    | Italia (bandiera) | C     | Angelo Raffaele Mariano |

| N. |                   | Ruolo | Calciatore        |
| -- | ----------------- | ----- | ----------------- |
|    | Italia (bandiera) | A     | Silvano Olivetti  |
|    | Italia (bandiera) | D     | Paolo Palone      |
|    | Italia (bandiera) | C     | Emanuele Pascucci |
|    | Italia (bandiera) | D     | Oris Pazzagli     |
|    | Italia (bandiera) | D     | Piero Petrini     |
|    | Italia (bandiera) | P     | Zelico Petrovic   |
|    | Italia (bandiera) |       | Renzetti          |
|    | Italia (bandiera) | D     | Edgardo Sanchi    |
|    | Italia (bandiera) | P     | Roberto Serena    |
|    | Italia (bandiera) | C     | Giovanni Trillini |
|    | Italia (bandiera) | D     | Fausto Vinti      |